# Danh sách sân bay tại Các tiểu vương quốc Ả Rập thống nhất
Đây là một danh sách sân bay của Các tiểu vương quốc Ả Rập thống nhất, sắp xếp theo vị trí. Sân bay in đậm có dịch vụ thương mại.

## Sân bay
| Vị trí              | Tiểu vương quốc | ICAO | IATA | Tên sân bay                                                                            | Tọa độ địa lý                                  |
| Abu Dhabi           | Abu Dhabi       | OMAA | AUH  | Sân bay quốc tế Abu Dhabi                                                              | 24°25′59″B 054°39′4″Đ / 24,43306°B 54,65111°Đ  |
| Abu Dhabi           | Abu Dhabi       | OMAD | AZI  | Sân bay Al Bateen Executive                                                            | 24°25′42″B 054°27′29″Đ / 24,42833°B 54,45806°Đ |
| Al Ain              | Abu Dhabi       | OMAL | AAN  | Sân bay quốc tế Al Ain                                                                 | 24°15′42″B 055°36′33″Đ / 24,26167°B 55,60917°Đ |
| Mussafah            | Abu Dhabi       | OMAM | DHF  | Sân bay quân sự Al Dhafra                                                              | 24°14′54″B 054°32′42″Đ / 24,24833°B 54,545°Đ   |
| Al Futaisi          | Abu Dhabi       | OMAF |      | Sân bay Futaysi                                                                        | 24°22′44″B 054°18′58″Đ / 24,37889°B 54,31611°Đ |
| Al Jazirah Al Hamra | Ras al-Khaimah  | OMRJ |      | Sân bay Al Jazeirah                                                                    | 25°39′55″B 055°46′27″Đ / 25,66528°B 55,77417°Đ |
| Arzanah             | Abu Dhabi       | OMAR |      | Sân bay Arzanah                                                                        | 24°46′51″B 052°33′35″Đ / 24,78083°B 52,55972°Đ |
| Buhasa              | Abu Dhabi       | OMAB |      | Sân bay Buhasa                                                                         | 23°35′59″B 053°22′46″Đ / 23,59972°B 53,37944°Đ |
| Đảo Dalma           | Abu Dhabi       | OMDL | ZDY  | Sân bay Dalma                                                                          | 24°30′11″B 052°20′9″Đ / 24,50306°B 52,33583°Đ  |
| Đảo Das             | Abu Dhabi       | OMAS |      | Sân bay đảo Das                                                                        | 25°08′30″B 052°52′20″Đ / 25,14167°B 52,87222°Đ |
| Dubai               | Dubai           | OMDB | DXB  | Sân bay quốc tế Dubai                                                                  | 25°15′10″B 055°21′52″Đ / 25,25278°B 55,36444°Đ |
| Dubai               | Dubai           | OMDM | NHD  | Sân bay quân sự Al Minhad                                                              | 25°01′37″B 055°21′58″Đ / 25,02694°B 55,36611°Đ |
| Dubai               | Dubai           | OMDW | DWC  | Sân bay quốc tế Dubai World Central - Al Maktoum (Sân bay quốc tế Dubai World Central) | 24°55′6″B 055°10′32″Đ / 24,91833°B 55,17556°Đ  |
| Fujairah            | Fujairah        | OMFJ | FJR  | Sân bay quốc tế Fujairah                                                               | 25°06′44″B 056°19′27″Đ / 25,11222°B 56,32417°Đ |
| Jebel Dhana         | Abu Dhabi       | OMAJ |      | Sân bay Jebel Dhana                                                                    | 24°10′55″B 052°37′25″Đ / 24,18194°B 52,62361°Đ |
| Qarnayn             | Abu Dhabi       | OMAQ |      | Sân bay Qarnayn                                                                        | 24°56′0″B 052°51′0″Đ / 24,93333°B 52,85°Đ      |
| Ras al-Khaimah      | Ras al-Khaimah  | OMRK | RKT  | Sân bay quốc tế Ras Al Khaimah                                                         | 25°36′48″B 055°56′20″Đ / 25,61333°B 55,93889°Đ |
| Ras al-Khaimah      | Ras al-Khaimah  | OMRS |      | Sân bay Al Saqr Field                                                                  | 25°36′48″B 055°57′34″Đ / 25,61333°B 55,95944°Đ |
| Sharjah             | Sharjah         | OMSJ | SHJ  | Sân bay quốc tế Sharjah                                                                | 25°19′43″B 055°31′2″Đ / 25,32861°B 55,51722°Đ  |
| Sir Bani Yas        | Abu Dhabi       | OMBY |      | Sân bay Sir Bani Yas                                                                   | 24°16′56″B 052°34′56″Đ / 24,28222°B 52,58222°Đ |
| Zirku               | Abu Dhabi       | OMAZ |      | Sân bay Zirku                                                                          | 24°51′48″B 053°04′33″Đ / 24,86333°B 53,07583°Đ |